# François Cluzet
François Cluzet (* 21. září 1955 Paříž) je francouzský herec. Za výkon ve filmu Nikomu to neříkej obdržel Césara pro nejlepšího herce.

## Životopis
Vyrostl v 7. pařížském obvodu. Oba jeho rodiče se živili jako prodavači novin a jeho otec k tomu ještě pracoval ve farmaceutické laboratoři. Když byl ještě dítě, jeho rodiče se rozvedli.
Studoval na střední škole Stanislas de Paris. Nicméně, byl zvědavý a pohltila ho vášeň k herectví. Když uviděl Jacquesa Brela v divadelní hře Muž z La Manchy, tak objevil své následné povolání: „Chyběla mi láska a náklonnost. Zlom nastal v jedenácti letech, když jsem viděl Brela plakat v Muži z La Manchy a poté mu lidé dlouze tleskali. Viděl jsem, že naproti tomu, co se dělo mně, jsme byli ovlivněni a potěšeni.“[zdroj⁠?!] V sedmnácti letech nastoupil do herecké školy Cours Simon, kde ho učil Jean Périmony či Jean-Laurent Cochet, kteří objevili Gérarda Depardieu a Fabrice Luchiniho.
Má čtyři děti. Byl ženatý s Chantal Perrinovou, se kterou má dceru Blanche (nar. 1984). S partnerkou Marií Trintignantovou má syna Paula (nar. 1993). Poté žil třináct let s herečkou Valérií Bonnetonovou, s níž má syna Josepha (nar. 2001) a dceru Marguerite (nar. 2006). Na premiéře Canetova filmu Milosrdné lži prohlásil, že vztah s Bonnetonovou již ukončili.
Dne 5. července 2011 se oženil s Narjiss Slaoui-Falcozovou, bývalou ředitelkou komunikačního oddělení hotelu Carlton de Cannes.

## Filmografie

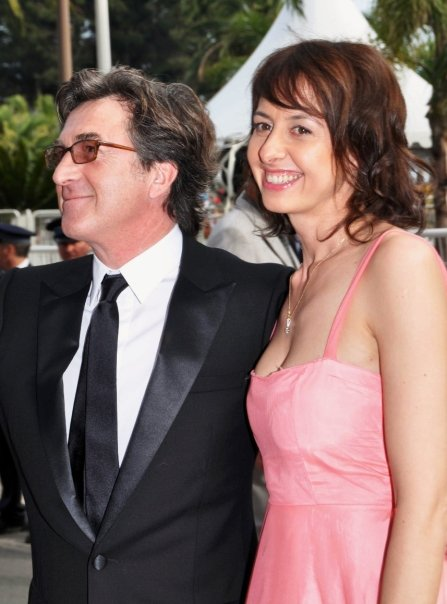
François Cluzet v roce 2009 s přítelkyní Valérií Bonnetonovou

| Rok  | Název filmu                  | Role                |
| ---- | ---------------------------- | ------------------- |
| 1979 | Cocktail Molotov             | Bruno               |
| 1980 | Le Cheval d'orgueil          | Pierre-Alain        |
| 1982 | Kloboučníkovy přeludy        | novinář             |
| 1982 | Coup de foudre               | voják               |
| 1983 | Vražedné léto                | Mickey              |
| 1983 | Vive la sociale!             | Maurice Decques     |
| 1984 | Les Enragés                  | Marc                |
| 1985 | Kolem půlnoci                | François Borler     |
| 1985 | États d'âme                  | Pierrot             |
| 1985 | Elsa, Elsa                   | dospělý Ferdinand   |
| 1985 | Rue du départ                | Paul Triana         |
| 1987 | Association de malfaiteurs   | Thierry             |
| 1987 | Jaune revolver               | Wielzky             |
| 1988 | Čokoláda                     | Marc                |
| 1988 | Force majeure                | Daniel              |
| 1988 | Ženská záležitost            | Paul                |
| 1988 | Deux                         | Louis               |
| 1989 | Un tour de manège            | AJ                  |
| 1989 | Příliš krásná                | Pascal Chevassu     |
| 1989 | Francouzská revoluce         | Camille Desmoulins  |
| 1991 | À demain                     | Gilles              |
| 1992 | Oliviére, Oliviére           | Serge Duval         |
| 1992 | L'Instinct de l'ange         | Ernest Devrines     |
| 1992 | Sexes faibles!               | Sébastien Sebastian |
| 1994 | Le Vent du Wyoming           | Chester             |
| 1994 | L'Enfer                      | Paul Prieur         |
| 1994 | Prêt-à-Porter                | asistent Niny       |
| 1995 | Dialogue au sommet           | Moser               |
| 1995 | Francouzský polibek          | Bob                 |
| 1995 | Husar na střeše              | lékař               |
| 1995 | Les Apprentis                | Antoine             |
| 1996 | Le Silence de Rak            | Rak                 |
| 1996 | Enfants de salaud            | Sandro              |
| 1997 | La Voie est libre            | Jules               |
| 1997 | Konec sázek                  | Maurice             |
| 1997 | Le Déménagement              | Claude              |
| 1998 | L'Examen de minuit           | Antoine             |
| 1998 | Fin août, début septembre    | Adrien              |
| 1998 | Sladké nicnedělání           | Stendhal            |
| 2001 | Nepřítel                     | Luc                 |
| 2002 | Absolutně Scary              | Gibson              |
| 2002 | Janis a John                 | Walter Kingkate     |
| 2002 | France Boutique              | Olivier Mestral     |
| 2003 | Quand je vois le soleil      | Pierre              |
| 2004 | V mysli vraha                | Ben Castelano       |
| 2004 | Když zazní zvon              | Jean                |
| 2005 | La Forteresse Assiégée       | Napoleon III.       |
| 2006 | Nikomu to neříkej            | Alexandre Beck      |
| 2006 | Čtyři hvězdičky              | René                |
| 2007 | Hra pro čtyři                | Lionel              |
| 2007 | Moje místo pod sluncem       | Paul                |
| 2007 | Skoro celá pravda            | Marc                |
| 2008 | Krevní pouta                 | Gabriel             |
| 2008 | Paříž                        | Philippe Verneuil   |
| 2009 | Poslední na cestu            | Hervé Chaballier    |
| 2009 | À l'origine                  | Philippe Miller     |
| 2010 | Milosrdné lži                | Max Cantara         |
| 2010 | Blanc comme neige            | Maxime              |
| 2011 | Nedotknutelní                | Philippe            |
| 2011 | Mon père est femme de ménage | Michel              |
| 2011 | Umění milovat                | Achille             |
| 2012 | Do Not Disturb               | Jeff                |
| 2013 | 11.6                         | Toni Musulin        |
| 2013 | En solitaire                 | Yann Kermadec       |
| 2014 | Osudová láska                | Pierre              |
| 2015 | Un moment d'égarement        | Antoine             |
| 2016 | Médecin de campagne          | doktor Werner       |